# Witold Pilecki
Witold Pilecki (Olonjec, Rusija, 13. svibnja 1901. – Varšava, 25. svibnja 1948.), poljski junak, domoljub i osnivač pokreta otpora prema nacističkim i sovjetskim okupatorima tijekom Drugog svjetskog rata.

## Životopis
Rodio se u mjestu Olonjec, na obalama jezera Ladoga, u današnjoj ruskoj republici Kareliji gdje mu je obitelj bila prisilno premještena zbog sudjelovanja u Siječanjskom ustanku 1863. i 1864. godine. Djed mu je proveo deset godina u Sibiru zbog svoje uloge u ustanku. Kao mladić, pohađao je škole, završivši trgovačku školu. Kad je izbio Prvi svjetski rat, Witold je otišao u borbu i vratio se s činom konjičkog zastavnika. Tijekom poraća je maturirao, oženio se i dobio sina i kćer. Borio se i protiv snaga sovjetske Rusije nakon Prvog svjetskog rata.
Kad je izbio Drugi svjetski rat, ponovo se nastavio boriti za svoju domovinu. Služio je u raznim postrojbama, došavši do čina satnika. Uz još jednog prijatelja, osnovao je Tajnu poljsku vojsku koja je imala uporišta u gotovo svim većim gradovima središnje Poljske. U kratko vrijeme okupilo se 8000 boraca, više od polovine ih je bilo naoružano. Pilecki je kasnije te svoje postrojbe podredio i uklopio u Domovinsku armiju.
On je i jedina osoba za koju se zna da se dobrovoljno javila otići u Auschwitz, najveći i najozloglašeniji logor nacističke Njemačke. Za taj čin je dobio odobrenje nadređenih u pokretu otpora i lažne isprave na ime Tomasz Serafinski. U logoru Auschwitzu i pohodu koji je postao najveći u njegovu životu proveo je 945 dana. Svjedočio je nacističkim zvjerstvima i osnovao organizaciju koja je narasla na 1000 boraca u nekoliko nacističkih koncentracijskih logora. Saveznici nisu htjeli napasti taj logor, a Poljaci sami nisu bili dovoljno naoružani da napadnz uporište nacista. Iz logora je pobjegao u noći s 26. na 27. travnja 1943. nakon što je određen za noćnu smjenu u pekari izvan logora.
Sudjelovao je i u Varšavskom ustanku 1944. godine. Njegova je postrojba dva tjedna branila položaje od nacista. Na kraju su se morali predati, ali je Witold ipak uspio sakriti nešto oružja u jedan stan prije nego što je uhvaćen. Ostatak rata proveo je u logoru za ratne zarobljenike.
Dolaskom Sovjeta u Poljsku 1945. godine, za borce Domovinske armije nastupili su teški dani. Izdana im je naredba da se vrate civilnom životu ili pobjegnu na zapad. On je odbio pobjeći, ali je na istoku zemlje raspustio partizanske postrojbe. Optužen je na montiranom procesu i ubijen u zatvoru Mokotow 25. svibnja 1948. godine. Njegov su značaj poljski komunisti prešućivali.